# Frauenwahlrecht in der Mongolei

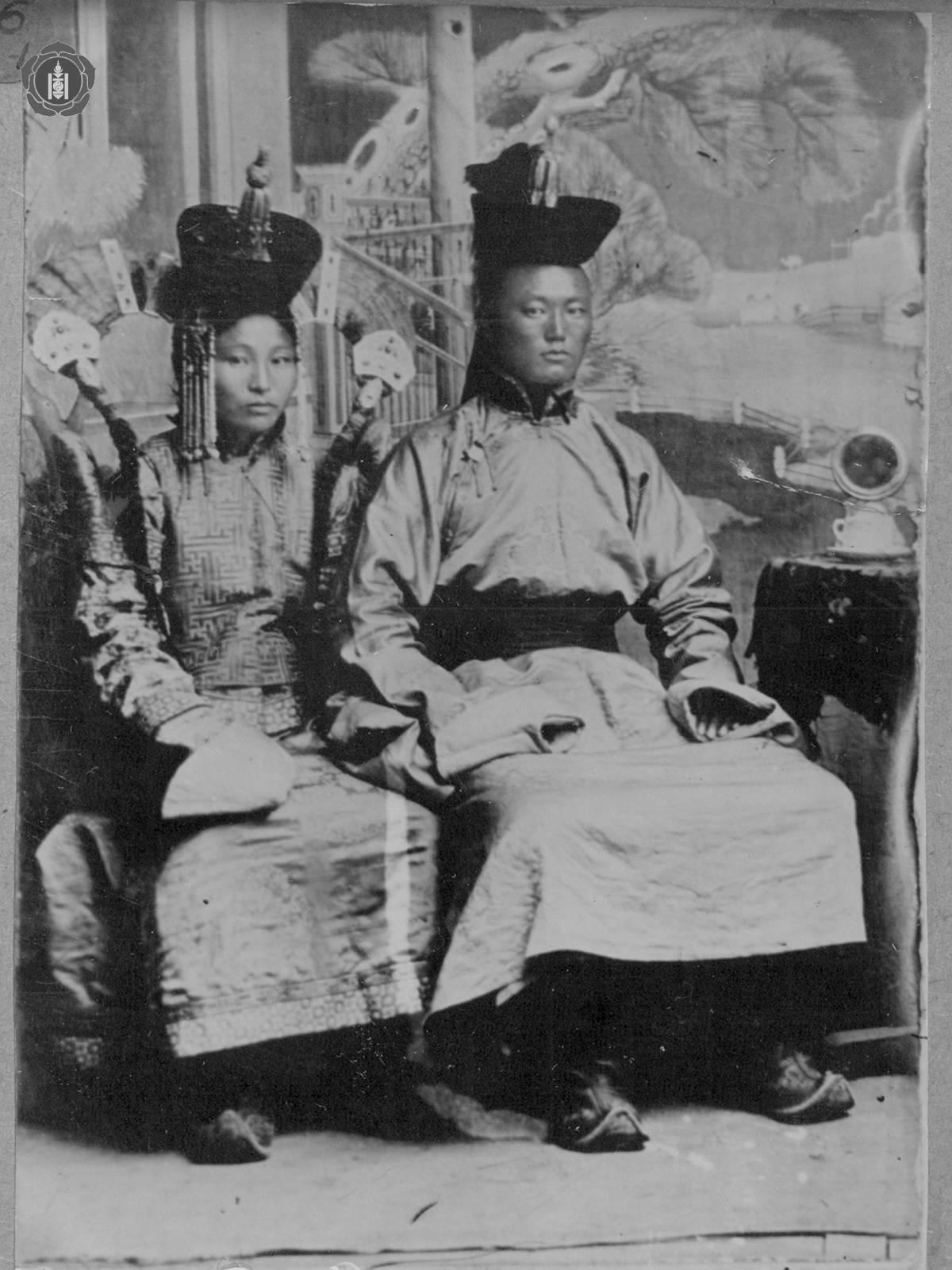
Süchbaataryn Jandschmaa, Staatspräsidentin der Mongolischen Volksrepublik 1923/1924, mit ihrem Ehemann Damdin Süchbaatar

Das  Frauenwahlrecht in der Mongolei wurde am 1. November 1924 Gesetz. Frauen bekamen damals von der Verfassung das allgemeine aktive und passive Wahlrecht verliehen. Damit war die Mongolei einer der ersten Staaten im asiatisch-pazifischen Raum, die diesen Schritt taten. Der Aufstieg des Sozialismus ging mit einer stärkeren Beteiligung von Frauen am politischen Leben einher. Zwischen 1924 und 1990 galt bei den Parlamentswahlen eine Frauenquote von 25 %. Der Fall des Sozialismus und die Demokratisierung des Landes schwächten die politische Partizipation von Frauen. Erst nach der Einführung einer Frauenquote von 20 Prozent für die Wahlen von 2012 stieg der Frauenanteil im Parlament an.

## Historische Entwicklung bis 1990

### Politischer Hintergrund
Die Äußere Mongolei stand von 1691 bis 1911 als Provinz Chinas unter Mandschu-Herrschaft. Kurz nach dem chinesischen Aufstand gegen die Mandschu erklärten die Mongolen 1911 die Unabhängigkeit. Die russische Regierung sorgte durch 1913 und 1915 abgeschlossene Verträge dafür, dass die neue republikanische Regierung Chinas eine Autonomie der Mongolei unter chinesischer Oberhoheit akzeptierte. Zwischen 1911 und 1919 war die Mongolei stark von Russland abhängig. Dessen Eintritt in den Ersten Weltkrieg und innere politische Schwierigkeiten ließen die Kontrolle aber fortlaufend abschwächen. Die Russische Revolution und der dadurch ausgelöste Russische Bürgerkrieg ermöglichten es chinesischen Truppen, 1919 wieder in die Mongolei einzumarschieren. Die Truppen des Monarchisten Roman von Ungern-Sternberg vertrieben zuerst die Chinesen. Anschließend wurden sie ihrerseits von sowjetisch-mongolischen Einheiten unter Damdin Süchbaatar geschlagen und aus der Hauptstadt Örgöö (auch Urga, damals: Niislel Chüree, heute Ulaanbaatar) vertrieben. Süchbaatar erklärte am 13. März 1921 die Unabhängigkeit von China und rief drei Jahre später, nach dem Tod des Bogd Khan (VIII. Jebtsundamba Khutukhtu) und damit dem Ende der Monarchie, am 26. November 1924 die Mongolische Volksrepublik aus. Der neue Staat etablierte ein kommunistisches Regime unter der Führung der Mongolischen Revolutionären Volkspartei (MRVP), mit starker Beeinflussung durch Moskau. Die Konsolidierung der Regierung führte zum Beschluss der Verfassung als sozialistische Volksrepublik am 26. November 1924. 1990 wurde die Mongolische Volksrepublik in den demokratischen Staat Mongolei umgewandelt wurde.

### Auswirkung auf die Situation von Frauen
Die Unabhängigkeitserklärung von 1921 führte zur Emanzipation von Frauen in Bereichen wie Bildung und Erziehung: In der ersten Verfassung des Landes von 1924 wurden Frauen erstmals politische und soziale Rechte garantiert. In der Folge erhielten Frauen das Recht zu arbeiten, arrangierte Ehen wurden 1925 verboten, eine Kampagne für die Alphabetisierung gestartet und die Gleichberechtigung von Frauen als Basis der Gesetzgebung anerkannt. In den 1960er Jahren konnten alle Frauen lesen und schreiben, und während 1931 nur 40 % der Frauen eine Grundschule besucht hatten, erhielten 1989 etwa 95 % der Frauen eine zumindest grundlegende Bildung. 1989 waren 43 % der Studierenden Frauen und 86 % der Frauen waren erwerbstätig. Es gab eine Arbeitsgarantie, der Gender-Pay-Gap war klein, die Löhne wurden gemäß der kommunistischen Ideologie, vom Staat kontrolliert. Auch sorgte der Staat nun für ein Gesundheitssystem und ein soziales System, die Frauen Vorteile brachten.
Auch auf der politischen Ebene wirkte sich die Verfassung zum Vorteil der Frauen aus. Unabhängig von Rasse oder Religion hatten alle Bürgerinnen und Bürger über 18 Jahre, die einer entlohnten Beschäftigung nachgingen, am 1. November 1924 von der Verfassung das allgemeine aktive und passive Wahlrecht zugestanden bekommen. Damit war die Mongolei einer der ersten Staaten im asiatisch-pazifischen Raum, die diesen Schritt taten. Unter dem Sozialismus stieg die Beteiligung von Frauen am öffentlichen und politischen Leben an. Frauen erlebten auch einen Aufstieg in Positionen, an denen Entscheidungen getroffen wurden.
In den 1920er Jahren führte die Mongolische Revolutionäre Volkspartei für Parlamentswahlen eine Frauenquote von 25 % ein. Die Politik folgte damit dem Prinzip des Staatsfeminismus, der als Teil der Klassenfrage verstanden wurde. In der sozialistischen Periode zwischen 1924 und 1990 war diese Quote Gesetz und garantierte damit einen Frauenanteil, der im Vergleich zur postsozialistischen Zeit oder zu anderen asiatischen Staaten sehr hoch war, allerdings niedriger als in kommunistischen Einparteiensystemen. Der Frauenanteil im Parlament bewegte sich in dieser Epochen zwischen einem Fünftel und einem Viertel. 1986, als die letzten Wahlen unter dem sozialistischen Regime stattfanden, lag er bei 24,86 %. Jedoch stieg keine Frau in die höchsten Regierungsämter auf. Damit gleicht die Mongolei anderen kommunistischen Staaten, in denen trotz gegenteiliger Beteuerungen die wirkliche Macht einer kleinen Gruppe von Männern vorbehalten ist. Eine Ausnahme stellt Süchbaataryn Jandschmaa dar, die eine der wichtigsten Führungsfiguren der Mongolischen Revolutionären Volkspartei war. Sie war Staatspräsidentin der Mongolischen Volksrepublik für die Übergangsperiode vom 23. September 1953 bis zum 7. Juli 1954.

## Die demokratische Mongolei ab 1990
Nach Stockemer und Byrne wäre zu erwarten, dass die Möglichkeiten zur Beteiligung am politischen Leben für Frauen unter den freien und transparenten Regeln einer demokratischen Gesellschaft größer sind als in anderen politischen Systemen. Beim Übergang vom kommunistischen zum demokratischen Staat wurde aber in der Mongolei die Beteiligung von Frauen am politischen Leben geringer. Dies lag zum einen im Wiederaufleben traditioneller Rollenbilder. Zum anderen hatte es in der kommunistischen Ära keine unabhängige Organisation gegeben, in der Frauen ihre politischen Fähigkeiten hätten entwickeln können. Frauen waren demzufolge politisch unerfahren. Trotz gegenteiliger Rhetorik hatte die Frauenpolitik unter dem Kommunismus also dazu geführt, dass traditionelle Geschlechterrollen beibehalten wurden. Der Rückschritt bei der Beteiligung von Frauen am politischen Leben in der Mongolei nach dem Demokratisierung 1990 ist keine Besonderheit. Die demokratische Mongolei zeigt hier zwei typische Trends: Zum einen blieb die Beteiligung von Frauen auf vielen Ebenen der Entscheidungsbildung niedrig und unterliegt Fluktuationen mit unklarer Ursache. Zum anderen folgt die Beteiligung von Frauen am politischen Leben dem Grundsatz Je höher, umso weniger. Dies bedeutet, dass es trotz identischer Wahlsysteme auf nationaler und lokaler bzw. Provinzebene eine höhere Repräsentation von Frauen auf den unteren Ebenen gibt: Bei allen Wahlen unterhalb der nationalen Ebene wurden 2010 22,3 % Frauen gewählt, drei Jahre später 22,2 %. Bei den nationalen Wahlen 1998 wurden nur 10,53 % der Mandate an Frauen vergeben, 2001 waren es 11,84 % und 2012 14,47 %.

### Einführung einer Frauenquote für die Wahlen von 2012
Nach den Wahlen von 2004 fiel die Zahl der weiblichen Abgeordneten von neun auf fünf, also fast auf die Hälfte. Daraufhin rief am 21. Oktober 2014 ein Forum für die politische Beteiligung von Frauen die Regierung auf, eine Frauenquote einzuführen.
Im Gegensatz zu früher schlossen sich nun die Nichtregierungsorganisationen der Partisanenfrauen von vier der fünf Parteien, die im Parlament vertreten waren, zusammen und bildeten 2005 das Women's Partnerships in Politics and Governance Forum. Dies führte zur Einführung einer Frauenquote von 30 %. Doch das Parlament änderte das Gesetz und schuf die Frauenquote am 26. Dezember 2007 wieder ab. Der Vorstoß hierzu kam von zwei männlichen Abgeordneten der MPRP und DP und beruhte auf einer geheimen Abmachung zwischen den beiden Parteien.

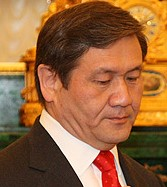
Nambaryn Enchbajar, von 2005 bis 2009 Staatspräsident, setzte sich 2009 mit einem Veto für die Frauenquote ein.

Als Reaktion hierauf unterbreiteten die Nichtregierungsorganisationen der Partisanenfrauen dem Parlamentssprecher eine Petition, auch andere Frauenorganisationen setzten sich über mehrere Wochen für die Frauenquote ein. Schließlich traf sich am 8. Januar 2008 Staatspräsident Nambaryn Enchbajar mit den Frauen und legte sein Veto gegen das Gesetz ein. Am 10. Januar 2008 billigte das Parlament das Veto.
Doch die männlichen Abgeordneten der beiden wichtigsten Parteien weigerten sich, die Parlamentsentscheidung zu akzeptieren. Sie erreichten eine erneute Abstimmung am 11. Januar 2008, mit der das Veto des Präsidenten überstimmt wurde.
Im Zuge dieser Debatten hatten männliche Abgeordnete die weiblichen Abgeordneten mit der Behauptung angegriffen, sie würden das politische System erschüttern, indem sie den Präsidenten um ein Veto bäten. Frauen und Männern aus Frauenorganisationen und Befürworter der Frauenquote wurden mit politischer Gewalt bedroht und verbal in der Öffentlichkeit angegriffen. Moderatorinnen von Fernsehdebatten erhielten Drohanrufe. Politiker beider großer Parteien führten eine negative Kampagne, indem sie traditionelle patriarchale Gefühlsmuster und negative Geschlechternormen hochspielten und in Zeitungen und Zeitschriften eine Reihe von gegen Frauen gerichteten Artikel erscheinen ließen.
Die starke Opposition der männlichen Abgeordneten und der Führerschaft der beiden großen Parteien gegen die Frauenquote wurde live im Fernsehen übertragen. Dies führte zu einer nie dagewesenen Unterstützung der Frauen durch Journalisten und Öffentlichkeit. Noch wichtiger war, dass dadurch die verschiedenen Nichtregierungsorganisationen von Frauen im ganzen Land zusammengeschweißt wurden. Trotz der Gegenbewegung zur Frauenquote gelang es den Befürwortern mehrere Wochen lang, weite Teile der Gesellschaft zu aktivieren und die Geschlechterfrage in der Politik als wichtiges soziopolitisches Problem sichtbar zu machen. So entstand ein großes Potential für weitere gemeinsame Aktionen.
Dennoch war der politische Gegenwind beträchtlich. Die Wahl von drei weiblichen Abgeordneten 2008 war zwar der Anlass für die Bildung einer parlamentarischen Arbeitsgruppe, die die Einführung einer Frauenquote untersuchen sollte. Die MPRP und die DP waren jedoch weiterhin dagegen, ja es bildete sich sogar vor den Wahlen von 2012 eine geschlossene Front von männlichen Abgeordneten gegen die Frauenquote. Die Frauenorganisationen der wichtigsten Parteien verpflichteten sich in einem Dokument zur Zusammenarbeit in dieser Frage. Diese Arbeitsgruppe diskutierte in der Entwurfsphase des Wahlgesetzes im Juni 2011 die Einführung einer Frauenquote mit dem parlamentarischen Gremium, das sich mit der Struktur des Staates beschäftigte, und der Kanzlei des Präsidenten. Die Teilnehmenden verlangten eine Frauenquote von 30 % und kritisierten die Art und Weise der Kandidatenauswahl. Von den 73 Parlamentsabgeordneten nahm jedoch nur einer an der Gruppe teil. Im April 2011 weigerte sich die MP, die Petition von Frauenorganisationen für die Einführung einer Frauenquote anzunehmen.
Frauen aus den verschiedenen Parteien bündelten ihre Kräfte und riefen Spender auf, die Frauenorganisationen der Parteien und Frauen in der Politik finanziell zu unterstützen. Dieser Aufruf war die Grundlage für eine am 3. Oktober 2011 lancierte 45-tägige Medienkampagne mit dem Namen Women Can. Sie wurde unter anderem vom Entwicklungsprogramm der Vereinten Nationen unterstützt. Ziel war es, die Teilhabe von Frauen am politischen Leben zu vergrößern, die traditionelle Wahrnehmung von Frauen in der Politik zu verändern, die Zahl von Wahlkandidatinnen zu erhöhen und der Frauenquote zum Durchbruch zu verhelfen. Frauen wurden für die Wählerschaft als starke, durchsetzungsfähige und verlässliche Politikerinnen sichtbar gemacht.
Vor diesem Hintergrund billigte das parlamentarische Gremium der MPP am 7. November 2011 den Vorschlag der DP für eine Frauenquote in Höhe von 15 %. Vom 11. bis 12. November 2011 tagte das Forum Frauen für Entwicklung 2011 in Ulaanbaatar und verlangte eine Erhöhung der Quote auf 20 %. Nach zwei Wochen harter Verhandlungen verkündete Premierminister Tschimediin Saichanbileg, dass sich das zuständige Gremium seiner Partei DP auf 20 % geeinigt hatte. Die MPP stieg darauf ein und das Wahlgesetz wurde entsprechend geändert.
Für die Wahlen von 2012 galt zum ersten Mal seit 1990 wieder eine Frauenquote.

### Gegenwart
Themen, die Frauen betreffen, wurden in den 2010er Jahren auf die politische Agenda gebracht, zum Beispiel 2011 das Gesetz zur Gleichstellung der Geschlechter und 2016 das Gesetz gegen häusliche Gewalt. Doch die politische Kultur der Mongolei ist immer noch von Männern bestimmt. Ein plakatives Beispiel hierfür war das Ritual der Entzündung des Staatsfeuers 2011: Die Zeremonie fand im Regierungsgebäude statt. Es war von einigen männlichen Abgeordneten organisiert und vom Präsidenten, der Regierung und dem Parlament unterstützt worden. Frauen waren ausgeschlossen, da ihre Gegenwart das Ritual angeblich unrein gemacht hätte. Demzufolge waren nur männliche Journalisten zugelassen.
Der Anstieg der Zahl weiblicher Abgeordneter nach den Wahlen 2012 könnte auf die Arbeit von Frauen-Nichtregierungsorganisationen, die erhöhte Präsenz von Frauen im öffentlichen Leben und das parlamentarische Frauengremium zurückzuführen sein, das die Mandatsinhaberinnen aller Parteien ins Leben riefen. Es setzte sich für Fraueninteressen wie die Verbesserung der Qualität von Geburtskliniken ein und befürwortete 2016 die Einführung des Gesetzes gegen häusliche Gewalt. Ergebnisse einer Umfrage aus dem Jahr 2016 zeigten, dass die öffentliche Meinung zum Thema Frauen in der Politik frauenfreundlich war. Das Geschlecht der Kandidaten hatte an Bedeutung verloren, die Bevorzugung von Kandidatinnen war gestiegen. Vor diesem Hintergrund erscheint nicht die Meinung der Bevölkerung, sondern die männlich bestimmte politische Kultur der größten Parteien als Haupthindernis für einen stärkeren Zugang von Frauen zu politischer Macht.

## Untersuchung möglicher Einflussfaktoren auf die Entwicklung des Frauenwahlrechts und der politischen Repräsentation von Frauen

### Wahlsystem
Am Beispiel der Mongolei lässt sich zeigen, dass das Wahlsystem einen geringeren Einfluss ausübt als die Einführung einer Frauenquote. Der wiederholte Wechsel zwischen Formen des Verhältniswahlsystems und Mehrheitswahlsystems in den Jahren zwischen 1990 und 2012 zeigte keine eindeutige Wirkung auf die Zahl der weiblichen Abgeordneten.

### Frauenquote
Nach Einführung der Frauenquote in Höhe von 20 % stieg der Frauenanteil bei den Wahlen von 2012 an. Er erhöhte sich im Vergleich zu 2008 um 9 Prozent im Vergleich zu 2008 und betrug nun 13,16 Prozent. Zehn Frauen zogen ins Parlament ein. Die Frauenquote zeigte eine nachhaltige Wirkung: Obwohl 2016 die Zahl der Kandidatinnen von 31,9 Prozent auf 25,9 Prozent gesunken war, stieg der Anteil der gewählten Frauen um 4 Prozent auf 17,11 Prozent, was 13 Frauen entsprach.

### Rolle der Nichtregierungsorganisationen
Nach dem Übergang zur Demokratie 1990 wurden die von Frauen geleiteten Nichtregierungsorganisationen zu einer führenden Kraft in der Zivilgesellschaft der Mongolei. Nach Dalaibuyan lässt sich diese Verschiebung auf folgende Entwicklung zurückführen: Aus dem dramatischen wirtschaftlichen und sozialpolitischen Wandel nach 1990 folgte, dass Frauen in den von Männern dominierten politischen Parteien an Einfluss verloren. Da sie aber traditionell als Problemlöserinnen gelten, profitierten sie auf der anderen Seite von ausländischen Geldgebern, die sich auf die Förderung sozialer Belange konzentrierten. Diese gegenläufigen Bewegungen im Bereich von Politik und Nichtregierungsorganisationen führten dazu, dass Frauen trotz des Machtverlustes in den Parteien nun an entscheidende Schaltstellen von Nichtregierungsorganisationen rückten. Dadurch erhielt die mongolische Zivilgesellschaft ein matriarchales Gesicht, während die politischen Parteien männlich dominiert blieben.
In den 1990er Jahren operierten die einzelnen Nichtregierungsorganisationen überwiegend für sich, es gab kaum Netzwerke. Diese Trennung zwischen ihnen und die Konflikte behinderten den Zugang von Frauen zu Schaltstellen der politischen Macht. Der erste Zusammenschluss, die Mongolian Women's Coalition von 1995, vereinte 15 Nichtregierungsorganisationen von Frauen. Er verfolgte das Ziel, mehr Kandidatinnen für die Wahl von 1996 zu unterstützen und die Einführung einer Frauenquote auf den Weg zu bringen. Vor den Wahlen von 2000 kam ein zweiter Zusammenschluss zustande, der 27 Nichtregierungsorganisationen von Frauen umfasste und sich auf die Unterstützung von Wahlkandidatinnen konzentrierte. Keinem der beiden Bündnisse gelang es jedoch, die Zahl der Kandidatinnen zu erhöhen.

### Rolle der Medien
Auch verstärkten Medien und öffentliche Debatten die geschlechtergeprägte Ungleichheit und trugen zu ihrem Erhalt bei. Erst im Zuge der Kampagne für die Einführung einer Frauenquote 2011 wählten die Medien fünf Herausgeberinnen für die Gründung des Diamond Club aus, der seine Unterstützung von Kandidatinnen für die Wahl 2012 öffentlich bekanntgab.

### Rolle der politischen Parteien
Die zwei wichtigsten Parteien DP und MPRP waren sich traditionell in der Einstellung gegenüber Frauen einig: Sie wurden von Männern aus der oberen Mittelschicht geführt, die ihre Macht nicht teilen wollten. Durch die Arbeit der von Frauen dominierten Nichtregierungsorganisationen verschärfte sich die frauenfeindliche Einstellung der Parteien noch. Dies zeigt die patriarchale politische Kultur im Land und die geschlechterabhängigen Hierarchien in Familie und Gesellschaft. 2012 einigten sich jedoch die beiden großen Parteien unter dem Druck einer Kampagne von Nichtregierungsorganisationen auf eine Frauenquote von 20 % für die Parlamentswahlen.